# Blâmont

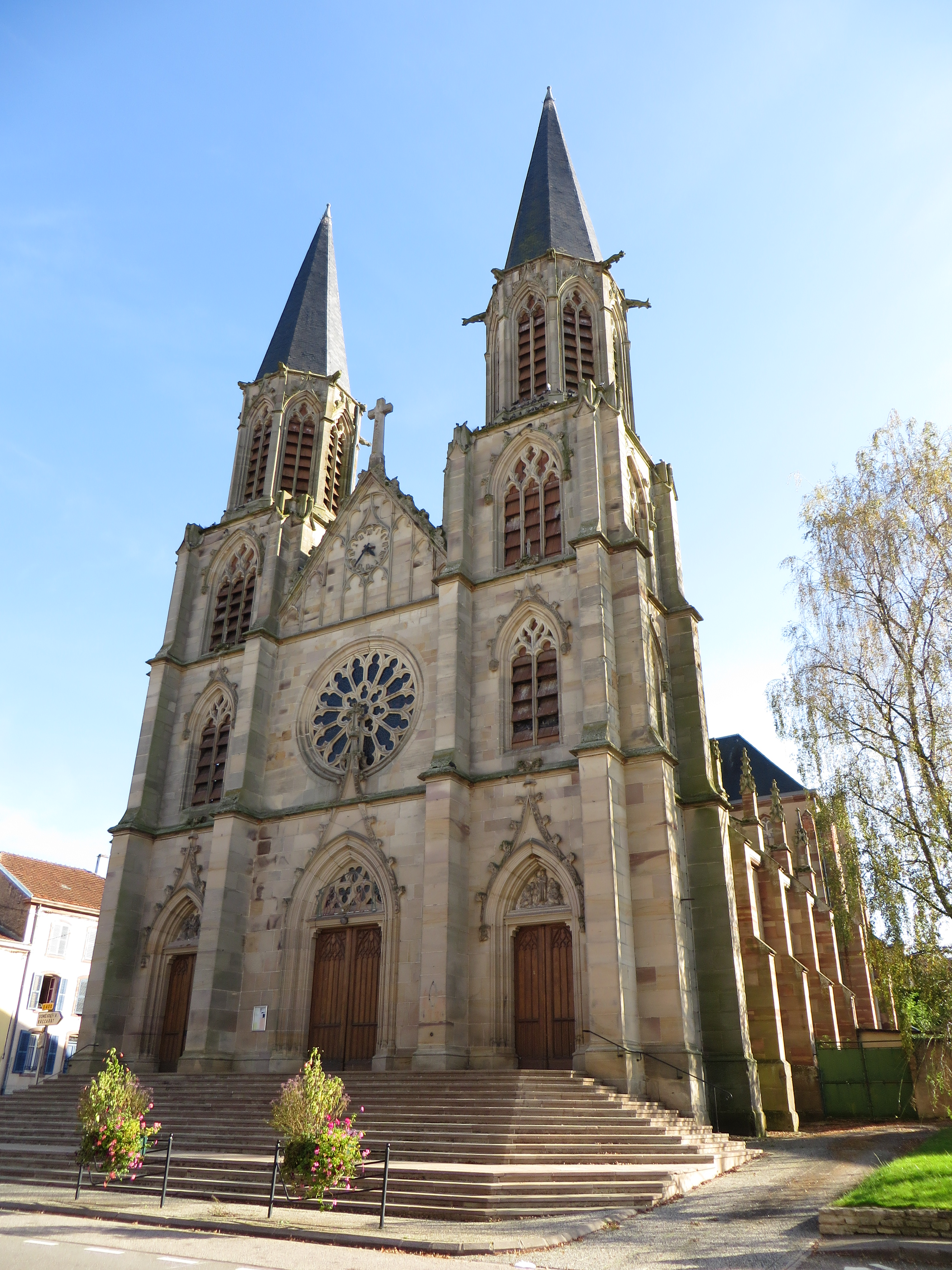
Kościół św. Maurycego (2014)

Blâmont (niem. Blankenberg) – miejscowość i gmina we Francji, w regionie Grand Est, w departamencie Meurthe i Mozela.
Według danych na rok 1990 gminę zamieszkiwało 1318 osób, a gęstość zaludnienia wynosiła 178 osób/km² (wśród 2335 gmin Lotaryngii Blâmont plasuje się na 301. miejscu pod względem liczby ludności, natomiast pod względem powierzchni na miejscu 800.).

## Populacja

Populacja Blâmont w latach 1962–2008